# Зилаирский район
Зилаи́рский райо́н (баш. Йылайыр районы) — административно-территориальная единица (район) и муниципальное образование (муниципальный район) в её границах под наименованием муниципальный район Зилаирский район (баш. Йылайыр районы муниципаль районы) на юго-востоке Республики Башкортостан Российской Федерации.
Административный центр: село Зилаир.

## География
Площадь района составляет 5774 км². Район граничит с Баймакским, Бурзянским, Зианчуринским, Кугарчинским и Хайбуллинским районами Республики Башкортостан. Расположен в южной части башкирского Урала. Территория района находится в пределах Зилаирского плато, прорезанного каньонообразующими долинами рек Баракал, Зилаир, Большой Сурень и верховьями Большого Ика: реками Авашлой, Бердяш, Текалью. Распространены берёзово-сосновые леса, переходящие на западной окраине района в дубовые, на юго-восточной окраине — в берёзовые и сосновые. Почвы: горные чернозёмы, горно-лесные серые и чернозёмы, на востоке  чернозёмы обыкновенные.

## История
Район образован 20 августа 1930 года с центром в селе Зилаир. Состоял из Бердяшского, Васильевского, Еровчинского, Зилаирского, Ивано-Кувалатского, Кананикольского, Ново-Александровского, Ново-Никольского, Петровского, Уркасского, Успенского и Чуюнчи-Чупановского сельских советов. Площадь составляла 5783 км², численность населения: 30304 человека. В 1954 году должен был войти в состав так и необразованной Магнитогорской области. В современных границах район был образован в ноябре 1965 года.
В годы Великой Отечественной войны на защиту Родины из района ушло 7585 человек. За героизм и мужество восемь человек удостоены звания Героя Советского Союза, за самоотверженный труд двое удостоены звания Героя Социалистического труда.

## Население
| 1930    | 1939    | 1959    | 1970    | 1979    | 1989    | 2002    | 2008    | 2009    |
| ------- | ------- | ------- | ------- | ------- | ------- | ------- | ------- | ------- |
| 30 304  | ↗30 648 | ↘28 277 | ↘25 830 | ↘21 558 | ↘18 704 | ↗18 939 | ↘16 962 | ↘16 762 |
| 2010    | 2012    | 2013    | 2014    | 2015    | 2016    | 2017    | 2018    | 2019    |
| ↘16 590 | ↘16 212 | ↘15 877 | ↘15 478 | ↘15 163 | ↘15 079 | ↘14 923 | ↘14 894 | ↗15 115 |
| 2021    |         |         |         |         |         |         |         |         |
| ↘15 087 |         |         |         |         |         |         |         |         |

Согласно прогнозу Минэкономразвития России, численность населения будет составлять:
- 2024 — 14,78 тыс. чел.
- 2035 — 14,06 тыс. чел.

### Национальный состав
Согласно Всероссийской переписи населения 2010 года: башкиры — 56,5 %, русские — 36,2 %, татары — 3,2 %, чуваши — 2,8 %, лица других национальностей — 1,3 %.
По итогам переписи населения 2020 года проживали следующие национальности (национальности менее 0,1 % и другое см. в сноске к строке «Другие»):
| Национальность | Численность, чел. | Доля     |
| -------------- | ----------------- | -------- |
| Башкиры        | 8844              | 58,62 %  |
| Русские        | 5275              | 34,96 %  |
| Татары         | 406               | 2,69 %   |
| Чуваши         | 353               | 2,34 %   |
| Таджики        | 40                | 0,27 %   |
| Армяне         | 27                | 0,18 %   |
| Казахи         | 21                | 0,14 %   |
| Украинцы       | 20                | 0,13 %   |
| Узбеки         | 19                | 0,13 %   |
| Другие         | 82                | 0,54 %   |
| Итого          | 15 087            | 100,00 % |

### Языковой состав
Согласно Всероссийской переписи населения 2010 года родными языками населения являлись:
башкирский — 56,6 %, русский — 37,7 %, татарский — 2,8 %, чувашский — 2 %.
Согласно Всероссийской переписи населения 2020 года родными языками населения являлись:
башкирский — 58,7 %, русский — 36,2 %, татарский — 2,4 %, чувашский — 1,7 %.

## Административное деление
В Зилаирский район как административно-территориальную единицу республики входит 13 сельсоветов.
В одноимённый муниципальный район в рамках местного самоуправления входит 13 муниципальных образований со статусом сельского поселения:
| №     | Муниципальное образование   | Административный центр | Количество населённых пунктов | Население (чел.) | Площадь (км²) |
| ----- | --------------------------- | ---------------------- | ----------------------------- | ---------------- | ------------- |
| 1e-06 | Сельское поселение          |                        |                               |                  |               |
| 1     | Бердяшский сельсовет        | село Бердяш            | 4                             | ↗539             | 546,00        |
| 2     | Верхнегалеевский сельсовет  | деревня Верхнегалеево  | 6                             | ↘486             | 124,00        |
| 3     | Дмитриевский сельсовет      | деревня Дмитриевка     | 7                             | ↘524             | 1010,00       |
| 4     | Зилаирский сельсовет        | село Зилаир            | 8                             | ↗5631            | 1115,00       |
| 5     | Ивано-Кувалатский сельсовет | село Ивано-Кувалат     | 4                             | ↗468             | 782,36        |
| 6     | Кананикольский сельсовет    | село Кананикольское    | 3                             | ↘777             | 1048,00       |
| 7     | Канзафаровский сельсовет    | деревня Юмагужино      | 4                             | ↘553             | 132,00        |
| 8     | Кашкаровский сельсовет      | село Кашкарово         | 4                             | ↗726             | 195,25        |
| 9     | Матраевский сельсовет       | село Матраево          | 7                             | ↗1382            | 156,61        |
| 10    | Сабыровский сельсовет       | село Сабырово          | 3                             | ↗731             | 170,80        |
| 11    | Уркасский сельсовет         | деревня Кызлар-Бирган  | 1                             | ↘280             | 144,00        |
| 12    | Юлдыбаевский сельсовет      | село Юлдыбаево         | 4                             | ↘1977            | 156,83        |
| 13    | Ямансазский сельсовет       | село Ямансаз           | 2                             | ↘820             | 193,14        |

### Населённые пункты
| №  | Населённый пункт       | Тип     | Население | Муниципальное образование   |
| -- | ---------------------- | ------- | --------- | --------------------------- |
| 1  | Анновка                | деревня | ↘132      | Зилаирский сельсовет        |
| 2  | Аралбаево              | деревня | ↗1        | Верхнегалеевский сельсовет  |
| 3  | Ашкадарово             | деревня | ↘169      | Сабыровский сельсовет       |
| 4  | Байгужино              | деревня | ↘253      | Верхнегалеевский сельсовет  |
| 5  | Балапан                | деревня | ↘119      | Матраевский сельсовет       |
| 6  | Бердяш                 | село    | ↘450      | Бердяшский сельсовет        |
| 7  | Бердяш Русский         | село    | ↘13       | Ивано-Кувалатский сельсовет |
| 8  | Березовка              | деревня | ↗77       | Кананикольский сельсовет    |
| 9  | Бикъян                 | деревня | ↘29       | Верхнегалеевский сельсовет  |
| 10 | Благовещенский         | хутор   | →0        | Зилаирский сельсовет        |
| 11 | Васильевка             | деревня | ↗66       | Зилаирский сельсовет        |
| 12 | Верхнегалеево          | деревня | ↘99       | Верхнегалеевский сельсовет  |
| 13 | Верхнесалимово         | деревня | ↘174      | Матраевский сельсовет       |
| 14 | Верхняя Казарма        | деревня | ↘12       | Бердяшский сельсовет        |
| 15 | Владимиро-Николаевский | хутор   | ↘27       | Зилаирский сельсовет        |
| 16 | Вознесенский           | хутор   | ↗17       | Юлдыбаевский сельсовет      |
| 17 | Воскресенское          | село    | ↘159      | Юлдыбаевский сельсовет      |
| 18 | Дмитриевка             | деревня | ↘224      | Дмитриевский сельсовет      |
| 19 | Зилаир                 | село    | ↗5761     | Зилаирский сельсовет        |
| 20 | Ивано-Кувалат          | село    | ↘430      | Ивано-Кувалатский сельсовет |
| 21 | Ижбулды                | деревня | ↘77       | Кашкаровский сельсовет      |
| 22 | Искужино               | село    | ↘183      | Кашкаровский сельсовет      |
| 23 | Кадырша                | деревня | ↘105      | Сабыровский сельсовет       |
| 24 | Камыш-Узяк             | деревня | ↘3        | Матраевский сельсовет       |
| 25 | Кананикольское         | село    | ↘805      | Кананикольский сельсовет    |
| 26 | Канзафарово            | деревня | ↘45       | Канзафаровский сельсовет    |
| 27 | Картлазма              | хутор   | ↘34       | Дмитриевский сельсовет      |
| 28 | Кашкарово              | село    | ↘416      | Кашкаровский сельсовет      |
| 29 | Красный Кушак          | хутор   | ↘10       | Ивано-Кувалатский сельсовет |
| 30 | Кызлар-Бирган          | деревня | ↗286      | Уркасский сельсовет         |
| 31 | Максютово              | деревня | ↘83       | Кашкаровский сельсовет      |
| 32 | Малоюлдыбаево          | деревня | ↘208      | Юлдыбаевский сельсовет      |
| 33 | Матраево               | село    | ↘940      | Матраевский сельсовет       |
| 34 | Мучетьбар              | хутор   | ↘70       | Дмитриевский сельсовет      |
| 35 | Мяткися                | деревня | →0        | Дмитриевский сельсовет      |
| 36 | Надеждинский           | хутор   | 140       | Ивано-Кувалатский сельсовет |
| 37 | Нижнегалеево           | деревня | →2        | Верхнегалеевский сельсовет  |
| 38 | Новоалександровка      | село    | ↘119      | Бердяшский сельсовет        |
| 39 | Новопокровский         | хутор   | ↘65       | Дмитриевский сельсовет      |
| 40 | Новопреображенский     | хутор   | ↘23       | Зилаирский сельсовет        |
| 41 | Новоякупово            | деревня | ↗26       | Канзафаровский сельсовет    |
| 42 | Петровка               | село    | ↘147      | Зилаирский сельсовет        |
| 43 | Сабырово               | село    | ↘527      | Сабыровский сельсовет       |
| 44 | Саляхово               | деревня | ↘161      | Канзафаровский сельсовет    |
| 45 | Саратовский            | хутор   | ↘65       | Дмитриевский сельсовет      |
| 46 | Сидоровка              | деревня | ↘226      | Верхнегалеевский сельсовет  |
| 47 | Сосновка               | деревня | ↘17       | Бердяшский сельсовет        |
| 48 | Староякупово           | деревня | ↘50       | Матраевский сельсовет       |
| 49 | Султантимирово         | деревня | ↘250      | Ямансазский сельсовет       |
| 50 | Суртан-Узяк            | деревня | ↘59       | Матраевский сельсовет       |
| 51 | Талиха                 | хутор   | ↗9        | Зилаирский сельсовет        |
| 52 | Чуюнчи-Чупаново        | село    | ↘137      | Дмитриевский сельсовет      |
| 53 | Шанский                | деревня | ↘203      | Кананикольский сельсовет    |
| 54 | Юлдыбаево              | село    | ↘1359     | Юлдыбаевский сельсовет      |
| 55 | Юмагужино              | деревня | ↘380      | Канзафаровский сельсовет    |
| 56 | Ямансаз                | село    | ↘733      | Ямансазский сельсовет       |
| 57 | Япарсаз                | деревня | ↘236      | Матраевский сельсовет       |

## Экономика

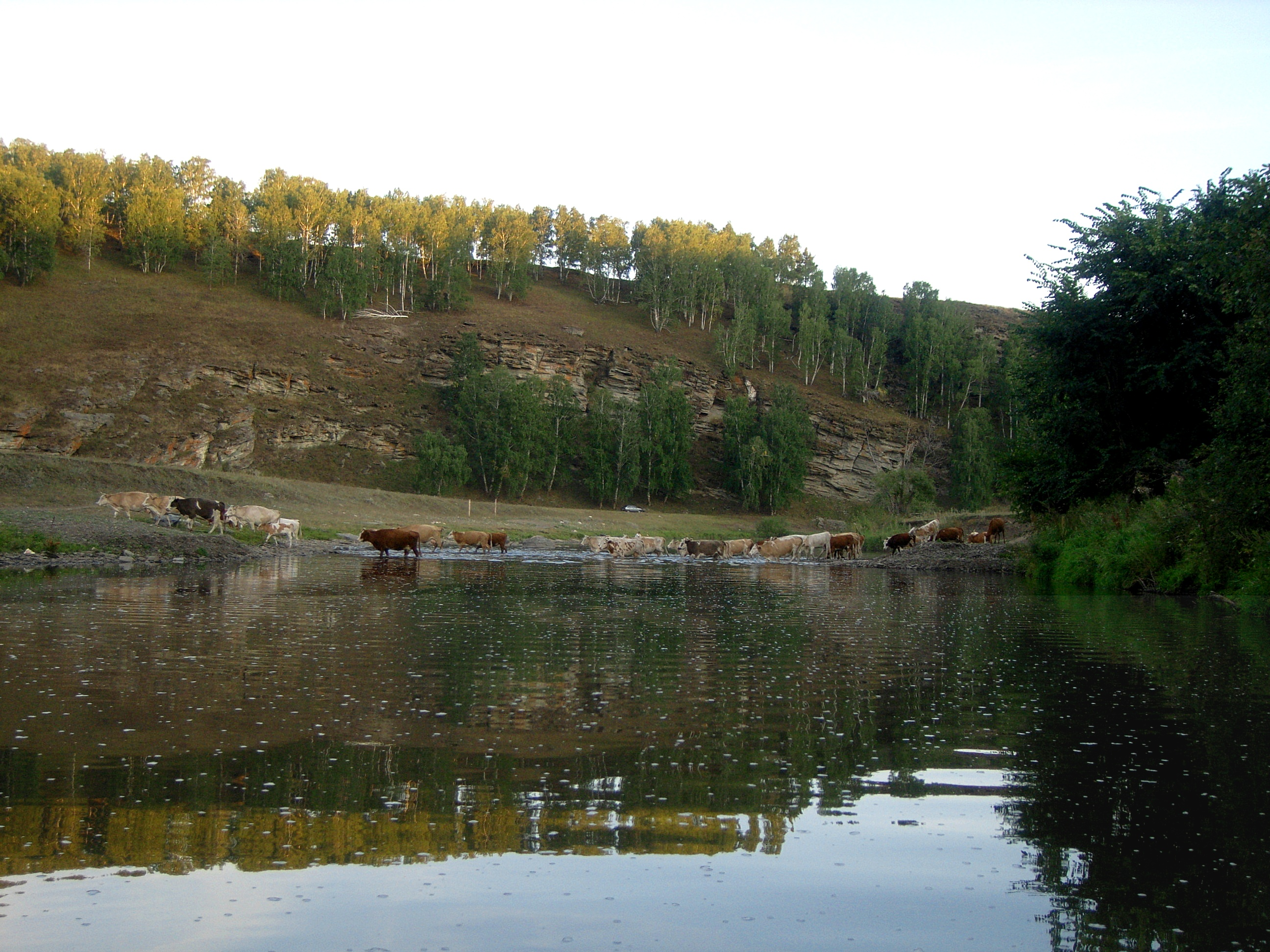
Коровы у брода через реку Сакмару

Экономика района имеет аграрно-лесопромышленный характер. Под сельскохозяйственными угодьями занято 143,2 тыс. га (24,8 % территории района), из них пашни 56,8 тыс. га, сенокосы 38,6 тыс. га, пастбища 47,8 тыс. га. Леса занимают 333,0 тыс. га (57,6 % территории района) с запасами древесины 53434,5 м³, из них преобладают спелые и перестойные насаждения мягко-лиственных пород.
Действует 9 сельскохозяйственных предприятий и 80 фермерских хозяйств. В лесной промышленности ведущую роль играют Зилаирский и Кананикольский лесхозы, Уркасский леспромхоз, Кананикольский лесопункт, 9 лесничеств.

## Транспорт
Протяжённость автомобильных дорог в районе составляет 506 километров. По территории района проходят региональные и межмуниципальные автомобильные дороги 80К-012 Магнитогорск — Ира, 80К-035 Юлдыбаево — Акъяр, 80Н-022 Зилаир — Кананикольское — Старосубхангулово.

## Образование, культура и социальная сфера
В районе имеются 1 профессиональное училище, 48 общеобразовательных школ, в том числе 13 средних, 20 массовых библиотек, 43 клубных учреждения, центральная районная и 2 участковые больницы. Издаётся газета на русском и башкирском языках «Сельские огни» — «Ауыл уттары».